# Userkare
Userkare a fost al doilea faraon al Dinastiei a VI-a a Egiptului Antic. Unii spun ca nici nu a domnit peste Egipt dar Piatra de la Saqqara și Lista regilor de la Torino și Abydos au relatat ca Userkare a fost succesorul lui Teti, pe care l-a și ucis, deci Userkare a fost un uzurpator care a domnit între 1 și 5 ani.